# 임동혁 (배구 선수)
임동혁(1999년 3월 9일 ~ )는 대한민국의 남자 배구 선수이다. 키는 200.5cm이고, 포지션은 라이트이다. 인천 대한항공 점보스 소속이다.

## 소속팀
- 2017년 ~ 현재 : 인천 대한항공 점보스[1]